# Стефани Коен-Алоро
Стефани Коен-Алоро (фр. Stéphanie Cohen-Aloro; Париз, Француска, 18. март 1983) је бивша француска тенисерка. Професионалну каријеру је започела октобра 2001. године и играла је све до фебруара 2011. године.
У каријери није освојила ниједан ВТА турнир ни у појединачној ни у конкуренцији парова. Играла је у једном финалу у конкуренцији женских парова са Марион Бартоли, али су изгубиле од Барбаре Шет и Пати Шнидер.
Са женском тениском репрезентацијом Француске је играла у финалу ФЕД купа 2003. године, али су поражене од Сједињених Америчких Држава.

## Каријера
Стефани Коен-Алоро је почела професионално да се бави тенисом 15. октобра 2001. године са својих 18 година. Запаженији наступ током 2002. године је било учешће на Ролан Гаросу где ју је елиминисала Мирјана Лучић у првом колу.
У фебруару 2003. је играла у свом једином ВТА финалу. У финалу турнира у Паризу је у пару са Марион Бартоли изгубила од Барбаре Шет и Пати Шнидер са 2:6, 6:2, 7:6. Током 2003. је остварила неколико победа над тенисеркама из првих 50 на ВТА листи. Победила је Ану Смашнову (тада 15. играчицу света) у Паризу и Татјану Панову (24. на листи) у Токију. На гренд слем турнирима је стигла два пута до другог кола. На Ролан Гаросу је елиминисана од стране Пати Шнидер, а на Отвореном првенству САД је поражена од Амели Моресмо. У октобру 2003. је постигла свој најбољи пласман на ВТА листи (61. место). Годину је завршила на 65. месту.
Током 2004. године није имала запаженије резултате, а на свим гренд слем турнирима је изгубила у првом колу.
На Отвореном првенству Аустралије 2005. године је победила 24. носитељку (тада 29. играчицу света) Мери Пирс у првом колу са 6:2, 6:2, али је изгубила већ у другом колу од Елене Балтаче. У априлу 2005. је победила 21. играчицу света Данијелу Хантухову у Мајамију са 7:6(3), 6:2.
Свој последњи меч је одиграла 12. фебруара 2011. године у Паризу у конкуренцији женских парова. У пару са тунишанком Селимом Сфар је изгубила од Бетани Матек Сандс и Меган Шонеси, а два дана пре је одиграла свој последњи меч у појединачној конкуренцији када је такође изгубила од Бетани Матек Сандс са 7:5, 6:3.
Њен највећи успех у каријери је освајање ФЕД купа 2003. године са репрезентацијом Француске. У финалу је изгубила један меч у паровима, али су францускиње убедљиво славиле са 4:1. Током 2003. је у ФЕД купу остварила једну победу у појединачној конкуренцији и два пораза у паровима.

## Пласман на ВТА листи на крају сезоне

### Појединачно
| Година  | 2000. | 2001. | 2002. | 2003. | 2004. | 2005. | 2006. | 2007. | 2008. | 2009. | 2010. |
| Пласман | 588   | 282   | 170   | 65    | 112   | 105   | 148   | 117   | 101   | 122   | 172   |

### Парови
| Година  | 2001. | 2002. | 2003. | 2004. | 2005. | 2006. | 2007. | 2008. | 2009. | 2010. |
| Пласман | 464   | 218   | 80    | 84    | 68    | 86    | 187   | 269   | 234   | 147   |

## ВТА финала у каријери

### Женски парови
| Легенда: Пре 2009.           | Легенда: Од 2009.     |
| ---------------------------- | --------------------- |
| Гренд слем турнири (0)       |                       |
| Завршна првенства сезоне (0) |                       |
| Олимпијско злато (0)         |                       |
| категорија (0)               | Обавезни Премијер (0) |
| категорија (1)               | Премијер 5 (0)        |
| категорија (0)               | Премијер (0)          |
| и категорија (0)             | Међународни (0)       |

| Финала по подлози |
| Тврда (0)         |
| Шљака (0)         |
| Трава (0)         |
| Тепих (1)         |

| Бр. | Датум            | Турнир           | Подлога | Партнерка      | Противнице у финалу     | Резултат у финалу |
| 1.  | 3. фебруар 2003. | Париз, Француска | Тепих   | Марион Бартоли | Барбара Шет Пати Шнидер | 2-6, 6-2, 7-6     |

## Наступи на Гренд слем турнирима
| Легенда | Легенда                                    | Легенда | Легенда                           |
| ------- | ------------------------------------------ | ------- | --------------------------------- |
| О/И     | однос освајања турнира и играња на турниру | Поб-Пор | однос побједа и пораза            |
| НО      | турнир није одржан те године               | Н       | није учествовала на турниру       |
| КВ      | изгубила у квалификацијама                 | 1К      | изгубила у првом колу             |
| 2К      | изгубила у другом колу                     | 3К      | изгубила у трећем колу            |
| 4К      | изгубила у четвртом колу                   | ГФ      | изгубила у групној фази такмичења |
| ЧФ      | изгубила у четвртфиналу                    | ПФ      | изгубила у полуфиналу             |
| Ф       | изгубила у финалу                          | П       | освојила турнир                   |

| Година       | Отворено првенство Аустралије | Отворено првенство Аустралије | Ролан Гарос | Ролан Гарос        | Вимблдон | Вимблдон         | Отворено првенство САД у тенису | Отворено првенство САД у тенису |
| ------------ | ----------------------------- | ----------------------------- | ----------- | ------------------ | -------- | ---------------- | ------------------------------- | ------------------------------- |
| 2000.        | -                             | -                             | 1К          | Мајке Бабел        | -        | -                | -                               | -                               |
| 2001.        | -                             | -                             | -           | -                  | -        | -                | -                               | -                               |
| 2002.        | -                             | -                             | 1К          | Мирјана Лучић      | -        | -                | -                               | -                               |
| 2003.        | -                             | -                             | 2К          | Пати Шнидер        | 1К       | Емануела Гаљарди | 2К                              | Амели Моресмо                   |
| 2004.        | 1К                            | Ејми Фрејзер                  | 1К          | Франческа Скјавоне | 1К       | Стефани Форе     | 1К                              | Алиша Молик                     |
| 2005.        | 2К                            | Елена Балтача                 | 1К          | Марта Домаховска   | -        | -                | 1К                              | Шинобу Асагое                   |
| 2006.        | -                             | -                             | 1К          | Јармила Гајдошова  | -        | -                | -                               | -                               |
| 2007.        | 1К                            | Алона Бондаренко              | 3К          | Татјана Гарбин     | -        | -                | 1К                              | Јелена Дементијева              |
| 2008.        | 1К                            | Татјана Головин               | 2К          | Вера Звонарјова    | 1К       | Су Веи Хсие      | 1К                              | Роберта Винчи                   |
| 2009.        | 2К                            | Алиса Клејбанова              | 1К          | Ђе Џенг            | -        | -                | -                               | -                               |
| 2010.        | 1К                            | Викторија Азаренка            | 2К          | На Ли              | -        | -                | -                               | -                               |
| О/И\|Поб-пор | 0/6                           | 2-6                           | 0/10        | 5-10               | 0/3      | 0-3              | 0/5                             | 1-5                             |

У другим колонама је списак противница које су победиле Стефани Коен-Алоро на гренд слем турнирима. 
| Легенда | Легенда                                    | Легенда | Легенда                           |
| ------- | ------------------------------------------ | ------- | --------------------------------- |
| О/И     | однос освајања турнира и играња на турниру | Поб-Пор | однос побједа и пораза            |
| НО      | турнир није одржан те године               | Н       | није учествовала на турниру       |
| КВ      | изгубила у квалификацијама                 | 1К      | изгубила у првом колу             |
| 2К      | изгубила у другом колу                     | 3К      | изгубила у трећем колу            |
| 4К      | изгубила у четвртом колу                   | ГФ      | изгубила у групној фази такмичења |
| ЧФ      | изгубила у четвртфиналу                    | ПФ      | изгубила у полуфиналу             |
| Ф       | изгубила у финалу                          | П       | освојила турнир                   |

| Година       | Отворено првенство Аустралије | Отворено првенство Аустралије      | Ролан Гарос       | Ролан Гарос                     | Вимблдон         | Вимблдон                  | Отворено првенство САД у тенису | Отворено првенство САД у тенису  |
| ------------ | ----------------------------- | ---------------------------------- | ----------------- | ------------------------------- | ---------------- | ------------------------- | ------------------------------- | -------------------------------- |
| 2002.        | -                             | -                                  | 1К Вирџини Разано | Еви Доминиковић Мариса Ирвин    | -                | -                         | -                               | -                                |
| 2003.        | -                             | -                                  | 1К Натали Тозије  | Ким Клајстерс Ај Сугијама       | -                | -                         | 2К Татјана Перебијнис           | Марија Венто Анђелика Виђаја     |
| 2004.        | 1К Магуи Серна                | Лизел Хубер Ај Сугијама            | 1К Клодин Шол     | Тина Крижан Катарина Среботник  | -                | -                         | 2К Кончита Мартинез             | Барбара Шет Пати Шнидер          |
| 2005.        | 1К Селима Сфар                | Анастасија Мишкина Вера Звонарјова | 2К Селима Сфар    | Емили Лоа Никол Прат            | 2К Селима Сфар   | Лиса Макшеа Абигаил Спирс | 2К Селима Сфар                  | Кончита Мартинез Вирхинија Руано |
| 2006.        | -                             | -                                  | 1К Селима Сфар    | Квјета Пешке Франческа Скјавоне | 3К Марија Санчез | Кара Блек Рене Стабс      | 2К Марија Санчез                | Лизел Хубер Сања Мирза           |
| О/И\|Поб-пор |                               |                                    |                   |                                 |                  |                           |                                 |                                  |

У другим колонама је списак тенисерки које су победиле Стефани Коен-Алоро и њену партнерку (прве колоне) на гренд слем турнирима. 

## Финала ФЕД купа (1)
| Бр. | Година | Локација | Подлога | Победнице                                                      | Финалисткиње                                                           | Резултат |
| 1.  | 2003.  | Москва   | Тепих   | Француска Амели Моресмо Мери Пирс Емили Лоа Стефани Коен-Алоро | САД Меган Шонеси Лиса Рејмонд Александра Стивенсон Мартина Навратилова | 4:1      |

### Статистика у Фед купу
| [ 3 ]       | Победа | Пораза | Укупно |
| ----------- | ------ | ------ | ------ |
| Појединачно | 1      | 0      | 1      |
| Парови      | 0      | 3      | 3      |
| Укупно      | 1      | 3      | 4      |